# Internazionali d'Italia 2025 - Qualificazioni singolare maschile
Le qualificazioni del singolare maschile degli Internazionali d'Italia 2025 sono un torneo di tennis preliminare per accedere alla fase finale della manifestazione. I vincitori dell'ultimo turno sono entrati di diritto nel tabellone principale. In caso di ritiro di uno o più giocatori aventi diritto a questi sono subentrati i lucky loser, ossia i giocatori che hanno perso nell'ultimo turno ma che avevano una classifica più alta rispetto agli altri partecipanti che avevano comunque perso nel turno finale.

## Teste di serie
1. Raphaël Collignon (primo turno)
2. Kamil Majchrzak (primo turno)
3. Cameron Norrie (ultimo turno, lucky loser)
4. Aleksandr Ševčenko (qualificato)
5. Jesper de Jong (ultimo turno, lucky loser)
6. Thiago Monteiro (primo turno)
7. Vít Kopřiva (qualificato)
8. Pablo Carreño Busta (ultimo turno, lucky loser)
9. Tseng Chun-hsin (qualificato)
10. Hugo Dellien (ultimo turno)
11. Billy Harris (primo turno)
12. Jaime Faria (ultimo turno, ritirato)

1. Nishesh Basavareddy (ultimo turno)
2. Thiago Seyboth Wild (qualificato)
3. Daniel Elahi Galán (primo turno)
4. Felipe Meligeni Alves (ritirato)
5. Valentin Royer (ultimo turno)
6. Ethan Quinn (primo turno)
7. Tristan Boyer (primo turno)
8. Pavel Kotov (primo turno)
9. Yannick Hanfmann (ultimo turno)
10. Adrian Mannarino (primo turno)
11. Eliot Spizzirri (primo turno)
12. Juan Manuel Cerúndolo (ultimo turno)

## Qualificati
1. Nicolas Moreno de Alboran
2. Sebastian Ofner
3. Dušan Lajović
4. Aleksandr Ševčenko
5. Thiago Seyboth Wild
6. Otto Virtanen

1. Vít Kopřiva
2. Román Andrés Burruchaga
3. Tseng Chun-hsin
4. Vilius Gaubas
5. Tomás Barrios Vera
6. Carlos Taberner

### Lucky loser
1. Pablo Carreño Busta
2. Jesper de Jong

1. Cameron Norrie

## Tabellone

### Legenda
| - Q = Qualificato - WC = Wild card - LL = Lucky loser | - ALT = Alternate - SE = Special Exempt - PR = Protected Ranking | - w/o = Walkover - r = Ritirato - d = Squalificato |

### Sezione 1
|  | Primo turno | Primo turno               | Primo turno               | Primo turno | Primo turno |  |  | Ultimo turno | Ultimo turno              | Ultimo turno | Ultimo turno | Ultimo turno |  |
|  |             |                           |                           |             |             |  |  |              |                           |              |              |              |  |
|  | 1           | Raphaël Collignon         | Raphaël Collignon         | 4           | 4           |  |  |              |                           |              |              |              |  |
|  |             | Nicolas Moreno de Alboran | Nicolas Moreno de Alboran | 6           | 6           |  |  |              | Nicolas Moreno de Alboran | 6            | 3            | 6            |  |
|  | WC          | Giulio Zeppieri           | 4                         | 7           | 6           |  |  | WC           | Giulio Zeppieri           | 4            | 6            | 1            |  |
|  | 20          | Pavel Kotov               | 6                         | 5           | 3           |  |  |              |                           |              |              |              |  |

### Sezione 2
|  | Primo turno | Primo turno      | Primo turno     | Primo turno | Primo turno |  |  | Ultimo turno | Ultimo turno     | Ultimo turno     | Ultimo turno | Ultimo turno |  |
|  |             |                  |                 |             |             |  |  |              |                  |                  |              |              |  |
|  | 2           | Kamil Majchrzak  | Kamil Majchrzak | 4           | 4           |  |  |              |                  |                  |              |              |  |
|  |             | Sebastian Ofner  | Sebastian Ofner | 6           | 6           |  |  |              | Sebastian Ofner  | Sebastian Ofner  | 7            | 6            |  |
|  |             | Taro Daniel      | 2               | 6           | 4           |  |  | 21           | Yannick Hanfmann | Yannick Hanfmann | 61           | 2            |  |
|  | 21          | Yannick Hanfmann | 6               | 4           | 6           |  |  |              |                  |                  |              |              |  |

### Sezione 3
|  | Primo turno | Primo turno    | Primo turno    | Primo turno | Primo turno |  |  | Ultimo turno | Ultimo turno   | Ultimo turno | Ultimo turno | Ultimo turno |  |
|  |             |                |                |             |             |  |  |              |                |              |              |              |  |
|  | 3           | Cameron Norrie | Cameron Norrie | 6           | 6           |  |  |              |                |              |              |              |  |
|  | WC          | Jacopo Vasamì  | Jacopo Vasamì  | 3           | 2           |  |  | 3            | Cameron Norrie | 1            | 6            | 3            |  |
|  |             | Dušan Lajović  | 7              | 65          | 6           |  |  |              | Dušan Lajović  | 6            | 4            | 6            |  |
|  | 18          | Ethan Quinn    | 5              | 7           | 3           |  |  |              |                |              |              |              |  |

### Sezione 4
|  | Primo turno | Primo turno         | Primo turno         | Primo turno | Primo turno |  |  | Ultimo turno | Ultimo turno       | Ultimo turno       | Ultimo turno | Ultimo turno |  |
|  |             |                     |                     |             |             |  |  |              |                    |                    |              |              |  |
|  | 4           | Aleksandr Ševčenko  | Aleksandr Ševčenko  | 6           | 6           |  |  |              |                    |                    |              |              |  |
|  |             | Juan Pablo Ficovich | Juan Pablo Ficovich | 4           | 4           |  |  | 4            | Aleksandr Ševčenko | Aleksandr Ševčenko | 6            | 6            |  |
|  |             | Márton Fucsovics    | Márton Fucsovics    | 6           | 6           |  |  |              | Márton Fucsovics   | Márton Fucsovics   | 4            | 2            |  |
|  | Alt         | Stefano Napolitano  | Stefano Napolitano  | 2           | 3           |  |  |              |                    |                    |              |              |  |

### Sezione 5
|  | Primo turno | Primo turno         | Primo turno         | Primo turno | Primo turno |  |  | Ultimo turno | Ultimo turno        | Ultimo turno        | Ultimo turno | Ultimo turno |  |
|  |             |                     |                     |             |             |  |  |              |                     |                     |              |              |  |
|  | 5           | Jesper de Jong      | Jesper de Jong      | 6           | 6           |  |  |              |                     |                     |              |              |  |
|  |             | Harold Mayot        | Harold Mayot        | 2           | 4           |  |  | 5            | Jesper de Jong      | Jesper de Jong      | 65           | 4            |  |
|  | WC          | Pierluigi Basile    | Pierluigi Basile    | 2           | 3           |  |  | 14           | Thiago Seyboth Wild | Thiago Seyboth Wild | 7            | 6            |  |
|  | 14          | Thiago Seyboth Wild | Thiago Seyboth Wild | 6           | 6           |  |  |              |                     |                     |              |              |  |

### Sezione 6
|  | Primo turno | Primo turno        | Primo turno | Primo turno | Primo turno |  |  | Ultimo turno | Ultimo turno       | Ultimo turno       | Ultimo turno | Ultimo turno |  |
|  |             |                    |             |             |             |  |  |              |                    |                    |              |              |  |
|  | 6           | Thiago Monteiro    | 65          | 7           | 3           |  |  |              |                    |                    |              |              |  |
|  | WC          | Federico Arnaboldi | 7           | 65          | 6           |  |  | WC           | Federico Arnaboldi | Federico Arnaboldi | 3            | 1            |  |
|  |             | Otto Virtanen      | 7           | 4           | 6           |  |  |              | Otto Virtanen      | Otto Virtanen      | 6            | 6            |  |
|  | 19          | Tristan Boyer      | 63          | 6           | 3           |  |  |              |                    |                    |              |              |  |

### Sezione 7
|  | Primo turno | Primo turno         | Primo turno         | Primo turno | Primo turno |  |  | Ultimo turno | Ultimo turno        | Ultimo turno        | Ultimo turno | Ultimo turno |  |
|  |             |                     |                     |             |             |  |  |              |                     |                     |              |              |  |
|  | 7           | Vít Kopřiva         | 6                   | 5           | 6           |  |  |              |                     |                     |              |              |  |
|  |             | Dalibor Svrčina     | 2                   | 7           | 2           |  |  | 7            | Vít Kopřiva         | Vít Kopřiva         | 6            | 6            |  |
|  |             | Mitchell Krueger    | Mitchell Krueger    | 5           | 1           |  |  | 13           | Nishesh Basavareddy | Nishesh Basavareddy | 4            | 2            |  |
|  | 13          | Nishesh Basavareddy | Nishesh Basavareddy | 7           | 6           |  |  |              |                     |                     |              |              |  |

### Sezione 8
|  | Primo turno | Primo turno             | Primo turno            | Primo turno | Primo turno |  |  | Ultimo turno | Ultimo turno            | Ultimo turno | Ultimo turno | Ultimo turno |  |
|  |             |                         |                        |             |             |  |  |              |                         |              |              |              |  |
|  | 8           | Pablo Carreño Busta     | Pablo Carreño Busta    | 7           | 2           |  |  |              |                         |              |              |              |  |
|  |             | Thiago Agustín Tirante  | Thiago Agustín Tirante | 65          | 1r          |  |  | 8            | Pablo Carreño Busta     | 6            | 3            | 2            |  |
|  |             | Román Andrés Burruchaga | 6                      | 2           | 6           |  |  |              | Román Andrés Burruchaga | 3            | 6            | 6            |  |
|  | 15          | Daniel Elahi Galán      | 4                      | 6           | 3           |  |  |              |                         |              |              |              |  |

### Sezione 9
|  | Primo turno | Primo turno           | Primo turno           | Primo turno | Primo turno |  |  | Ultimo turno | Ultimo turno          | Ultimo turno          | Ultimo turno | Ultimo turno |  |
|  |             |                       |                       |             |             |  |  |              |                       |                       |              |              |  |
|  | 9           | Tseng Chun-hsin       | Tseng Chun-hsin       | 6           | 6           |  |  |              |                       |                       |              |              |  |
|  | WC          | Gabriele Piraino      | Gabriele Piraino      | 2           | 4           |  |  | 9            | Tseng Chun-hsin       | Tseng Chun-hsin       | 6            | 6            |  |
|  |             | Pierre-Hugues Herbert | Pierre-Hugues Herbert | 3           | 6           |  |  | 24           | Juan Manuel Cerúndolo | Juan Manuel Cerúndolo | 1            | 4            |  |
|  | 24          | Juan Manuel Cerúndolo | Juan Manuel Cerúndolo | 6           | 7           |  |  |              |                       |                       |              |              |  |

### Sezione 10
|  | Primo turno | Primo turno        | Primo turno     | Primo turno | Primo turno |  |  | Ultimo turno | Ultimo turno  | Ultimo turno  | Ultimo turno | Ultimo turno |  |
|  |             |                    |                 |             |             |  |  |              |               |               |              |              |  |
|  | 10          | Hugo Dellien       | 6               | 61          | 6           |  |  |              |               |               |              |              |  |
|  |             | Marc-Andrea Hüsler | 3               | 7           | 3           |  |  | 10           | Hugo Dellien  | Hugo Dellien  | 5            | 3            |  |
|  |             | Vilius Gaubas      | Vilius Gaubas   | 6           | 6           |  |  |              | Vilius Gaubas | Vilius Gaubas | 7            | 6            |  |
|  | 23          | Eliot Spizzirri    | Eliot Spizzirri | 1           | 2           |  |  |              |               |               |              |              |  |

### Sezione 11
|  | Primo turno | Primo turno            | Primo turno        | Primo turno | Primo turno |  |  | Ultimo turno | Ultimo turno       | Ultimo turno | Ultimo turno | Ultimo turno |  |
|  |             |                        |                    |             |             |  |  |              |                    |              |              |              |  |
|  | 11          | Billy Harris           | Billy Harris       | 2           | 4           |  |  |              |                    |              |              |              |  |
|  |             | Tomás Barrios Vera     | Tomás Barrios Vera | 6           | 6           |  |  |              | Tomás Barrios Vera | 7            | 5            | 7            |  |
|  |             | Federico Agustín Gómez | 4                  | 6           | 5           |  |  | 17           | Valentin Royer     | 5            | 7            | 5            |  |
|  | 17          | Valentin Royer         | 6                  | 4           | 7           |  |  |              |                    |              |              |              |  |

### Sezione 12
|  | Primo turno | Primo turno      | Primo turno | Primo turno | Primo turno |  |  | Ultimo turno | Ultimo turno    | Ultimo turno    | Ultimo turno | Ultimo turno |  |
|  |             |                  |             |             |             |  |  |              |                 |                 |              |              |  |
|  | 12          | Jaime Faria      | 4           | 7           | 6           |  |  |              |                 |                 |              |              |  |
|  |             | Jérôme Kym       | 6           | 65          | 4           |  |  | 12           | Jaime Faria     | Jaime Faria     | 0            | 0r           |  |
|  |             | Carlos Taberner  | 6           | 0           | 6           |  |  |              | Carlos Taberner | Carlos Taberner | 6            | 0            |  |
|  | 22          | Adrian Mannarino | 1           | 6           | 0           |  |  |              |                 |                 |              |              |  |